# Bùi Quang Chiêu

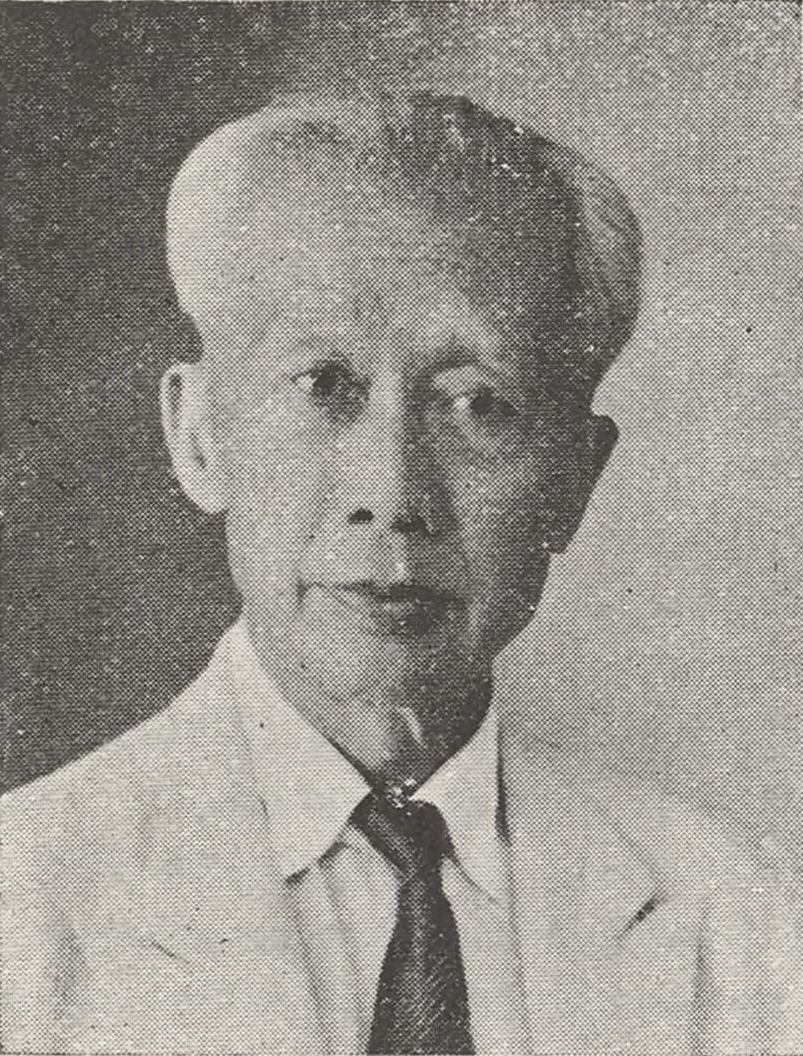
Bùi Quang Chiêu

Bùi Quang Chiêu (1873-1945) là nhà tư sản, nhà báo, kỹ sư canh nông đầu tiên của Nam Kỳ, một nhà chính trị tranh đấu đòi tự trị cho Việt Nam vào đầu thế kỷ 20.

## Gốc gác
Theo gia phả họ Bùi, gia đình ông Bùi Quang Chiêu có truyền thống Nho học, giàu có, thuộc hàng thế gia vọng tộc ở Mỏ Cày. Tổ tiên ông là Bùi Văn Liệu, vốn là môn sinh của Sùng Đức tiên sinh Võ Trường Toản, từng được thầy đề bạt ra làm quan nhưng ông không thích chốn quan trường, về quê lo việc đồng áng, khai khẩn đất hoang, mở nông trại…
Năm 1818, ông Bùi Văn Liệu qua đời, lúc này vợ mới 34 tuổi. Song bà đã thủ tiết thờ chồng, lo làm lụng, nuôi dạy cho ba người con trai ăn học. Cả ba người con trai đều đậu cử nhân. Người anh lớn là Bùi Quang Nghị đậu Cử nhân khoa Quý Mão năm 1843; người em kế là Bùi Văn Phong đậu Cử nhân khoa Đinh Dậu năm 1837 và em út Bùi Hữu Thành đậu Cử nhân khoa Tân Mão năm 1831. Ông Bùi Văn Phong làm quan đến chức Án sát ở Nam Định, sau được bổ về làm Thư Án sát Thương biện Vĩnh Long. Người em út Bùi Hữu Thành được cử làm Tri phủ Phước Tuy, rồi Đốc học Biên Hòa và Tri huyện Long Thành.
Riêng nội tổ của Bùi Quang Chiêu là ông Bùi Quang Nghị không ra làm quan mà ở nhà lo phụng dưỡng mẹ và nối chí cha chăm việc nông trang, khai phá đất đai làm ruộng, về sau trở nên giàu có.

## Tiểu sử
Bùi Quang Chiêu sinh ngày 15 tháng 10 năm 1873, quê ở làng Đa Phước Hội, huyện Mỏ Cày, Bến Tre. Ông là con trai thứ thuộc dòng chính thất của ông Bùi Quang Đại và bà Phan Thị Chẩn.
Ông Bùi Quang Đại có 4 người vợ, bà Chẩn là chánh thất sinh ra 3 người con Bùi Quang Trứ, Bùi Quang Chiêu và Bùi Thị Lan.
Người em gái tên Bùi Thị Lan được gả cho ông Trần Văn Thông (Tổng đốc tỉnh Nam Định), sinh ra ông Trần Văn Chương năm 1898. Ông Chương đậu Tiến sĩ Luật năm 1922 tại Pháp và có hai người con gái là Trần Lệ Xuân (vợ cố vấn Ngô Đình Nhu) và Trần Lệ Chi (vợ Luật sư Nguyễn Hữu Châu nhánh họ của Nam phương hoàng hậu). Thời Tổng thống Ngô Đình Diệm, ông Chương làm Đại sứ Việt Nam Cộng Hòa tại Hoa Kỳ.
Bùi Quang Chiêu kết hôn với bà Vương Thị Y và có sáu người con, trong số đó con trai ông, Louis và con gái Henriette du học ngành y khoa tại Pháp, con trai Camille Bùi Quang Chiêu cũng học ở trường Cao Đẳng Thương Mại danh tiếng của Pháp (HEC) tức Haute École de Commerce, Hélène và Madeleine không đi du học.

### Học vấn
Thuở nhỏ, Bùi Quang Chiêu học trường làng ở huyện Mỏ Cày, rồi lên Sài Gòn học tại trường Chaseloup-Laubat. Ông có quốc tịch Pháp.
Sau đó, ông được cấp học bổng để du học bên Algérie. Sau khi tốt nghiệp Tú tài toàn phần, Chiêu xin học trường Thuộc địa (École Coloniale) tại Paris trong hai năm 1894-1895. Năm 1897, Bùi Quang Chiêu nhận bằng kỹ sư Canh nông của Học viện Nông học Algiers., là kỹ sư nông nghiệp (ingénieur agronome) đầu tiên của Nam Kỳ. Vua Hàm Nghi bấy giờ bị Pháp đày sang Algérie và ông là người Việt duy nhất được vào thăm cựu hoàng lúc đó.

## Sự nghiệp
Bùi Quang Chiêu trở về nước và được bổ làm công chức trong Phủ Toàn quyền tại Hà Nội. Sau đó, ông được đổi qua làm Thanh tra Nông nghiệp. Khi trường Canh Nông ở Huế thành lập, ông Chiêu được cử ra Huế dạy ít lâu. Năm 1908, Chiêu về Nam Kỳ và làm việc ở sở Canh Nông.
Trong thời gian làm việc tại Hà Nội, tháng 8-1906, ông được giữ cương vị Chủ tịch đầu tiên của Hội Tương trợ (Sociéte de Secours Mutuel) được thành lập tại miền Bắc.
Sau khi trở lại Sài Gòn, ông vận động lập một hội các cựu học sinh Collège Chasseloup-Laubat và mở rộng Hội Giáo dục tương trợ (Sociéte d’Enseignement Mutuel). Vào năm 1918, ông là Chủ tịch của cả hai hội này, tạo điều kiện tiến tới thành lập Đảng Lập Hiến.

## Hoạt động chính trị
Thời gian ở Pháp, ông có gặp gỡ Nguyễn Ái Quốc một vài lần nhưng không đồng quan điểm với Nguyễn Ái Quốc. Ông đã đứng ra thành lập Hội tương tế Đông Dương (Association mutuelle des Indochinois) , một trong những đoàn thể có mặt sớm nhất của người Việt ở Pháp.
Sau khi về nước ông tham gia Hội Trí tri, hưởng ứng phong trào Đông Kinh Nghĩa Thục mở mang dân trí, ông liên lạc với các nhà trí thức Nam Kỳ nổi tiếng và cùng chí hướng như luật sư Dương Văn Giáo, Diệp Văn Kỳ, nhà báo Nguyễn Phan Long, bác sĩ Trần Như Lân, bác sĩ Nguyễn Văn Thinh...
Bùi Quang Chiêu nhiệt thành cổ xuý cho phong trào Duy Tân của Phan Châu Trinh cũng như phong trào Đông Du của Phan Bội Châu. Ông đã đọc trước mồ cụ Phan Châu Trinh: "Tây Hồ anh ơi, tôi xin thề hy sanh cho chủ nghĩa Pháp Việt đề huề".
Năm 1919 ông đứng ra thành lập Đảng Lập hiến Đông Dương (tiếng Pháp: Parti Constitutionaliste Indochinois) là một chính đảng hoạt động ở Nam Kỳ trong thập niên 1910 đến 1930, vận động đòi tự trị cho Việt Nam  để lần hồi giành lại độc lập hoàn toàn cho người Việt. Đảng Lập Hiến dùng 3 tờ báo: La Tribune Indochinoise (Báo Đông Dương), L'Echo Annamite và Đuốc Nhà Nam làm diễn đàn. Tuy gọi là Đảng nhưng những Đảng Lập hiến lại tổ chức giống như một câu lạc bộ chính trị của giới điền chủ, nghiệp chủ, công chức người Việt ở Nam kì.
Bùi Quang Chiêu cũng là đảng viên đảng Cấp tiến và Xã hội Chủ nghĩa Cấp tiến của Pháp (tiếng Pháp: Parti Radical et Radical-Socialiste) nên nhân lúc Alexandre Varenne của đảng Xã hội Cấp tiến Pháp được bổ nhiệm làm toàn quyền vào năm 1926 với hứa hẹn cải tổ cai trị ở Đông Dương, Bùi Quang Chiêu lại sang Pháp vận động chính giới Pháp với loạt bài "Pour le Dominion Indochinois". Ông đưa ra "Bản yêu sách 9 điều khoản" gồm: 
1. Tự do ngôn luận,
2. Tự do báo chí,
3. Tự do hội họp và lập hội,
4. Tự do đi lại,
5. Cải cách giáo dục,
6. Điều chỉnh chế độ lương bổng cho công bằng giữa người Pháp và người Việt,
7. Nới rộng quyền đại diện chính trị,
8. Nâng cao đời sống lao động,
9. Bãi bỏ độc quyền kinh tế[11].

Với thanh thế đó, ông về lại Sài Gòn tranh cử cuộc bầu cử tháng 10 năm 1926. Kết quả là ông cùng 9 đảng viên đảng Lập Hiến đắc cử Hội đồng Quản hạt Nam Kỳ, chiếm trọn 10 ghế của người bản xứ. Ông được bầu làm Phó chủ tịch Hội đồng. Năm 1927 nhờ sự vận động của ông cùng các nhân sĩ khác như Phan Văn Trường, Huỳnh Thúc Kháng, Nguyễn An Ninh, Vũ Đình Dy và Nguyễn Phan Long, người Pháp mới bãi bỏ điều kiện Pháp tịch cho những học sinh muốn sang Pháp du học Cũng vì quan tâm đến việc giáo dục, ông mở tư thục "An Nam Học đường" ở Sài Gòn. Hoạt động chính trị của ông bị nhà chức trách cho là bài Pháp nên ông và báo La Tribune Indochinoise bị liệt danh vào "sổ đen" của mật thám Pháp.
Trong một bài phỏng vấn được đăng trên Phụ Nữ Tân Văn năm 1929, Bùi Quang Chiêu khẳng định rằng bất bình đẳng là một điều kiện tự nhiên của cuộc sống và là nguyên tắc căn bản của trật tự xã hội: "Trên đời này làm gì có bình đẳng? Tôi xin kể ra một thí dụ, giả như một người nhờ vào những trường hợp ngẫu nhiên nào đó, hoặc nhờ vào tài sản, nhờ vào những thành công của mình mà lên được hàng lãnh đạo trong giới thượng lưu; đương nhiên người đó có quyền hưởng thụ nhiều ưu đãi hơn là một anh phu quét đường. Anh phu quét đường thì ngu dốt, anh ta không làm được nghề gì khác ngoài việc quét đường. Thành ra anh ta chỉ có được một quyền là quyền được sống. Đó là lẽ tự nhiên." Trong bầu cử 1939, Đảng Lập hiến thất bại, theo Ngày Nay: "Từ ngày có nghị viên quản hạt đến nay, chưa bao giờ có bóng một người của giai cấp cần lao ra tranh cử. Cái nghị viện tối cao ấy dành riêng cho bọn nhà giàu và nhất là cho bọn người trong đảng lập hiến, một chánh đảng có thế lực nhất ở Nam kỳ và bây giờ đã tới ngày đổ nát...Quần chúng bị đảng Lập hiến phỉnh lừa mấy lần đã chán nản..."
Ông Chiêu công khai ủng hộ lập trường “Pháp Việt đề huề” của A. Sarraut:
“Ao ước hai nước Pháp - Việt sẽ hợp tác đề huề và ra vẻ hoài nghi vấn đề “độc lập, giải phóng” còn mơ hồ trong tương lai, một vấn đề mà bọn trẻ cách mạng vừa được 20 tuổi đời, đang háo hức đòi hỏi”.
Nói về sự xuất hiện bí mật của những phần tử cộng sản tại Đông Dương, ông Chiêu nói: “Cộng sản là những hiệp sĩ mang dấu hiệu búa liềm, đang mở cuộc tảo thanh chống guồng máy cai trị của chúng ta”. (La Tribune Indochinoise ngày 9-5-1924) .
Năm 1938 ông về Mỏ Cày một ít lâu rồi lại ra Sài Gòn. Chức vụ của ông trong chính quyền là Viện trưởng Hội đồng Quản hạt Nam Kỳ (đến 1939), đại biểu Nam Kỳ tại Thượng Hội đồng Pháp quốc Hải ngoại, chủ trương "hợp tác Pháp - Việt, để làm cho xứ này được tiến bộ dưới sự trông nom của nước Pháp và tinh thần thống nhất giữa người Việt Nam ở ba kỳ", phát biểu trong một lần ra Bắc kỳ.

### Bị sát hại
Ngày 29 tháng 9 năm 1945 ở Chợ Đệm, Sài Gòn, ông bị lực lượng Việt Minh thủ tiêu với tội danh làm "tay sai cho thực dân Pháp" vì ông chủ trương tranh đấu giành độc lập bất bạo động nên họ xem ông như là "một chướng ngại vật có tầm vóc."
Tuy nhiên, dưới con mắt của người Pháp thuộc địa, ông là người có tinh thần quốc gia nguy hiểm, không khác nào người làm cách mạng. Nhà báo Pháp Pierre Brocheux viết về ông như sau, "Chính quyền thực dân Pháp xem ông Bùi Quang Chiêu như là một người chống Pháp nguy hiểm nhất vì ông cũng theo đuổi một cách ôn hòa những mục tiêu nhằm dành lại nền độc lập cho Việt Nam như những nhà cách mạng khác."
Theo lời kể của Một Thêm (Phan Công Thêm, lúc còn sống ngụ tại 61 Đinh Tiên Hoàng, Phường 3, Quận Bình Thạnh, là nhân vật được Nguyễn Văn Trấn (Tư Bạch) từng nhắc đến trong quyển "Chợ Đệm quê tôi", và là một người trong tổ in ấn đầu tiên của Việt Minh trong thời kỳ kháng Pháp ở Nam bộ):
"Gia đình ông Bùi Quang Chiêu và các con không biết bị bắt từ đâu, nhưng được tổ thi hành án mang về chợ Đệm (Long An) để xử. Vị trí thi hành án là ngay bụi tre sau nhà của Một Thêm, trong lúc chuẩn bị xử thì có các vị lão nông trong làng đã đến lạy lục, xin tha cho các con của Bùi Quang Chiêu vì thấy các cháu còn quá trẻ, trong đó có 2 người con dưới 20 tuổi, nhưng vị chỉ huy của tổ thi hành án đã tuyên bố: "Con của Việt gian thì trước sau cũng là Việt gian", sau đó thì xử tử tất cả và bó chiếu mang đi thủ tiêu mất xác luôn".

## Tuyên bố
Trong bài diễn văn đọc tại một tiệc trà của người Việt Nam tại Pháp vào tháng giêng năm 1926 được Đông Dương thời báo đăng lại ngày 10 tháng 3 năm 1926, Bùi Quang Chiêu đã thể hiện sự bất bình của mình với chế độ thuộc địa mà người Pháp đã áp đặt tại Việt Nam: 
“Chúng ta xem lại cái lịch sử mấy ngàn năm của ông cha ta thuở trước, lại thấy cái năng lực của chúng ta về tinh thần và đạo đức, thì rõ được cái vận mệnh của nước nhà và chỉ noi theo đó mà đi. Cứ theo cái trình độ tiến hoá của chúng ta mà so với trình độ tiến hoá của các nước lân cận ta thì chúng ta phải chua xót, phải căm tức cho ai đã làm mất bao nhiêu thời giờ của ta, phí biết bao nhiêu tài sản của ta, hao biết bao nhiêu tinh lực của ta, khiến nay ta phải giậm chân lên mà la rằng: Đồng bào ơi, bước mau lên! Hãy cùng nhau quyết chí bước mãi tới đi… Chúng ta đâu có chối những sự tiến bộ về mặt vật chất ở xứ ta khoảng 60 năm nay, song chúng ta thử nghĩ nếu như họ dừng thi hành cái chính sách thuộc địa hẹp hòi, thiể n cận kia, đừng vì những lợi ích trước mắt nhỏ nhen mà đè ép dân hồn, dân trí ta xuống, mà miệt thị những điều thỉnh cầu chính đáng của ta, thì cái bước đường tiến hoá của dân ta ngày nay há chỉ tới đây hay sao?”
Bùi Quang Chiêu từng tuyên bố: “Tôi xin thề trước linh hồn ông Phan Chu Trinh rằng, tôi xin tận tụy về việc nước, anh em đồng bào có thể tin cậy ở tôi, ở người lãnh tụ của Đảng Lập Hiến nước ta. Nhưng yêu nước không phải là xuẩn động, mà phải thân thiện với người Pháp, người Pháp là một giống người rất trọng công lý và nhân đạo; ta cứ tin ở người ta và liên lạc với người ta một cách thành thật. Vậy hãy nén lòng mà đợi, không phải cúi đầu mà đợi. Phải biết rằng người dám đợi tức là người có can đảm; đợi khi nào người Pháp không làm gì mà chỉ hứa suông thôi thì tới cái giờ đó ta sẽ xử trí sau”.

## Vinh danh
Trong số các con ông, người ta còn nhắc đến con gái ông là Henriette Bùi đỗ bằng bác sĩ y khoa Pháp năm 1929, Bà là nữ bác sĩ y khoa Việt Nam đầu tiên.
Hiện nay, trên mảnh đất quê ông, tên ông được đặt cho một con đường tại Thị trấn Mỏ Cày, tỉnh Bến Tre.

## Văn liệu
- Ho Tai, Hue-Tam. Radicalism and the Origins of the Vietnamese Revolution. Cambridge, MA: Harvard University Press, 1992.
- Nguyên Hương Nguyễn Cúc - Sài-gòn 300 năm cũ. Dallas: Tiếng Sông Hương, 1999